# Rogoza
Rogoza este o localitate din comuna Hoče - Slivnica, Slovenia, cu o populație de 1.187 de locuitori.